# 스매시 앤 그랩
《스매시 앤 그랩: 보석강도단 핑크 팬더》(Smash & Grab: The Story of the Pink Panthers)는 하바나 마킹 감독의 2013년 다큐멘터리, 애니메이션, 범죄, 스릴러 영화이다. 토미슬라브 톰 벤존 등이 주연으로 출연하였다. 이 영화는 2013년 7월 31일 한정 개봉되었다가 영국에서 2013년 9월 27일 더 많은 극장에서 개봉하였다.

## 출연

### 주연
- 토미슬라브 톰 벤존
- 자스민 토팔루시치
- 다니엘 비비안

## 평가
전반적으로 긍정적인 평가를 받았다. 2013년 10월 2일 기준으로 리뷰 애그리게이터 로튼 토마토는 15개 리뷰 기반으로 83% "Fresh"로 점수를 올렸다. 더 가디언은 이 영화에 4점을 주었다.